# Acura Legend
Pour les articles homonymes, voir Legend.
L'Acura Legend était une berline routière automobile vendue aux États-Unis, au Canada et en Chine entre 1986 et 1995 sous deux carrosseries distinctes, une berline et un coupé. Il s'agissait de la plus grosse berline de la gamme Acura qui fut renommée en 1995, 3.5RL. Elle était dérivée de la berline Honda Legend, tout comme sa remplaçante.
Le projet d'Honda était de créer une rivale aux luxueuses berlines américaines et ne plus se contenter des voitures plus populaires. Les autres constructeurs japonais sont également sur le coup avec par exemple Toyota et le projet F1 qui marque une volonté de développement dans le haut de gamme. Elle ne sera lancée qu'en 1989. Nissan s'active également en développant aussi son porte-drapeau avec une adaptation américaine de sa Président japonaise. Cette concurrence fait peur aussi aux Américains car Lincoln développe une toute nouvelle version de sa Continental avec comme première pour la marque, une traction avant et un moteur V6. General Motors développe une toute nouvelle plate-forme qui équipera les Oldsmobile 88, Buick LeSabre et Pontiac Bonneville. Audi développe une adaptation de sa berline 100, la 5000 puis une version plus aboutie de sa 200, la V8. BMW lance une nouvelle version de sa berline 5 pour mieux affronter cette nouvelle concurrence.

## Legend (1regénération) (1986 - 1990)
Honda lance sa première berline de luxe au Japon le 22 octobre 1985 et ce modèle traverse l'Océan Pacifique en 1986 pour être commercialisé sous la nouvelle marque Acura. Les premières berlines furent motorisées par un V6 2,5 L développant 151 ch puis les coupés arrivèrent en 1987 avec un tout nouveau V6 2,7 L de 161 ch. Les berlines ne reçurent ce moteur qu'en 1988.
C'est également la première berline au monde à adopter un V6 avec un arbre à cames en tête au monde. Cette voiture résulte d'un accord entre Austin-Rover et Honda (nommée projet XX) donc la conception a débuté en 1981. Il s'agit de remplacer la berline SD1 pour Rover et d'accéder aux modèles de grand luxe pour Honda. Rover a une excellente image de berline de luxe au Royaume-Uni et en Europe notamment avec la P6 et Honda cherche une berline capable de rivaliser avec les américaines sur leur marché et en même temps d'avoir un véhicule capable de satisfaire la demande de leur marché national. La version anglaise de cette Legend est la Rover 800. La déclinaison la plus haut de gamme de la Rover, la Sterling fut commercialisée aux États-Unis ou elle s'est retrouvée en concurrence avec la Legend.
Rover cherchait à retourner sur le marché américain après avoir vendu 1500 voitures sur ce marché en 1971. Il y avait un bref retour en 1980 en vendant à peine 800 SD1. Sterling était aussi le nom utilisé en France pour désigner les Rover les plus haut de gamme.
La Legend était aussi une berline sportive. Elle atteignait le 0 à 100 km/h en moins de 8 secondes et sa vitesse de pointe frôlait les 220 km/h. Le coefficient de traînée atteignait 0.32 sur la berline et 0.30 sur le coupé. Ces performances sont dues essentiellement à un poids contenu, une ceinture de caisse faible, un moteur réceptif et d'une suspension à double triangulation ce qui lui permettait de conserver des performances de haute valeur même avec les concurrentes de sa remplaçante !
Quand la Legend fut introduite dans la gamme, il s'agissait de la plus grosse berline Honda jamais vendue. Elle fut immédiatement commercialisée sous le blason Acura aux États-Unis. Lors de son lancement, la seule option disponible au catalogue était le choix de la transmission. L'installation audio fut développée par Technics avec 4 haut-parleurs 80 W, un autoradio-cassette en stéréo et offrant quatre programmes d'égaliseur réglables manuellement. Pour la réception, le véhicule était équipé d'une double antenne : une première rétractable sur la malle arrière et une seconde fixe sur le toit près du haut de la vitre côté conducteur. Une autre des nouveautés vient du fait de la présence du commutateur pour choisir une radio se trouvant sur la console centrale dans l'habitacle et le mécanisme pour abaisser ou lever les vitres électriques à gauche dans la portière ainsi que celui du toit ouvrant.
Les versions japonaises étaient bien mieux équipées que les versions américaines avec une boîte automatique de série, une climatisation automatique ainsi qu'une sellerie en tissu laineux à 100 % brune. L'intérieur bleu était proposé dans les deux pays au contraire du brun remplacé par un gris sable aux États-Unis. Le coloris extérieur était assorti à la couleur de l'habitacle. La sellerie cuir n'était pas proposée. Le succès insolent de la Legend poussa Subaru à lancer lui aussi une grande berline : la Legacy au physique et à la taille proche. Une troisième s'est inspirée de ce style, il s'agit de la Lincoln Continental de 1988.

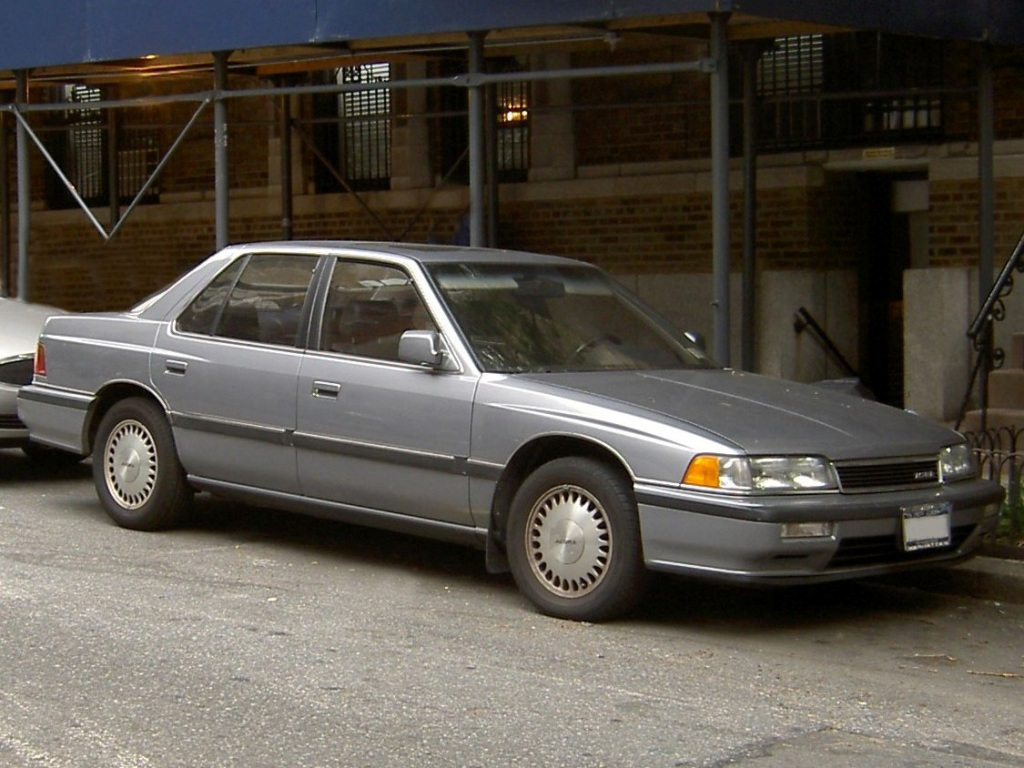
Acura Legend 1990.

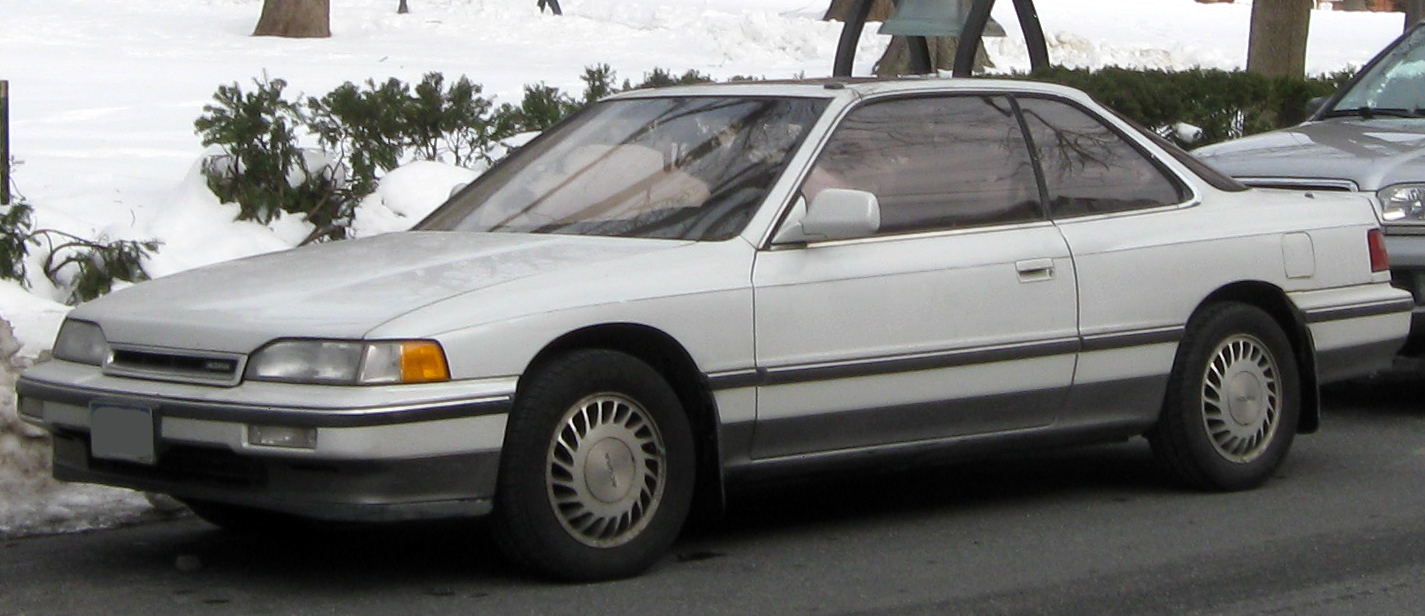
Acura Legend Coupé 1990.

En 1989, la berline reçoit quelques modifications comme de nouveaux phares avant (identiques aux versions Japonaises), de nouveaux pare-chocs, un nouveau couvercle de coffre, de nouveaux feux arrière, une suspension à double triangulation améliorée et des nouvelles jantes alu. Durant sa carrière, la Legend a vu son équipement de série s'améliorer avec un airbag conducteur, de l'ABS, d'un siège conducteur électrique en trois positions. Les dernières Legend reçurent un ordinateur de bord et un système sono Bose. Un nouveau modèle est en préparation pour combler le trou dans la gamme entre la petite Integra et la Legend, il s'agit de la future Acura Vigor arrivée en octobre 1991
Pour 1990, toutes les Legend reçoivent des rétroviseurs couleur carrosserie. Les coupés reçoivent une calandre couleur carrosserie, des optiques rouges et blanches à l'arrière du véhicule ainsi que de nouveaux sièges. Les coupés LS (finition haut de gamme) reçoivent un nouvel aileron arrière. Les berlines et coupés LS reçoivent une console centrale en bois. La production de la première génération des Legend s'arrête en 1990.
Les similitudes avec la cousine Rover 800 sont minimes extérieurement. De plus les deux voitures partagent les moteurs V6 2,5 L et 2,7 L ainsi que la transmission automatique. Le châssis et la structure de caisse sont communs également. La Rover 800 se démarque par ces quelques panneaux de carrosserie, son agencement intérieur et son système électrique différents. La Rover était disponible en Europe avec un 4 cylindres 2,0 L alors que la Legend n'a existé qu'avec des V6.

## Legend (2egénération) (1991 - 1995)
La seconde génération de Legend fut disponible à partir du 24 octobre 1990 avec un tout nouveau moteur V6 3.2 SOHC développant 200 ch. Elle était proposée avec une boîte 4 vitesses automatique ou une 5 vitesses manuelle. Physiquement la voiture est plus aérodynamique avec un coefficient de traînée de 0.34 pour la berline et de 0.32 pour le coupé. La Legend inclut des équipements qui sont toujours d'actualité comme une direction assistée asservie à la vitesse, un kit mains-libres pour téléphone, une climatisation automatique, des sièges en cuir chauffants, des rétroviseurs avec système de dégivrage automatique, quatre freins à disque avec système ABS, ceintures de sécurité avec prétensionneur et des vitres sans encadrement sur le coupé.
La face arrière du coupé n'a que peu évolué par rapport à la première génération du coupé Legend alors que le design de la berline se rapproche plutôt de la Subaru Legacy de 1re génération. Honda annonce que le design de la berline et du coupé Legend est inspiré du coupé Acura NSX. Avec ses quelques centimètres de plus, le segment automobile de la Legend change vers le plus haut de gamme pour ne pas se retrouver en confrontation avec sa future petite sœur Acura Vigor de même taille que la première Legend. Ces nouvelles concurrentes s'appellent Lexus LS et Infiniti Q45. Pour ne pas reléguer la NSX en fond de scène, Honda priva la Legend d'un moteur V8 et comme la NSX, privilégia un V6 avec technologie V-TEC.
En 1991 et 1992 la berline Legend était disponible en trois finitions : Base, L et LS. Le coupé se contentait de la L et de la LS. Cette dernière, la plus haut de gamme, une climatisation automatique plus perfectionnée, quatre réglages de sièges, des inserts en bois précieux et des baguettes de protection latérales couleur carrosserie. Pour 1993, quelques changements sont effectués dans la voiture : passage à 230 ch du moteur V6 et arrivée d'une boîte 6 vitesses manuelle. De plus l'équipement de base s'améliore avec un double airbag, la suppression des baguettes noires sur les versions de base ainsi que de nouvelles jantes à 20 rayons (16 auparavant) sur les berlines.
En 1994, toutes les Legend reçoivent de nouveaux pare-chocs, une nouvelle calandre (seulement les berlines L et LS), de nouveaux feux arrière, un volant réglable en hauteur et le monogramme Legend désormais écrit sur la malle en lettres détachées. Une transmission à quatre roues motrices sur une nouvelle finition GS qui reçoit les suspensions sport du coupé, ses jantes 16" à cinq rayons, sa grille de calandre couleur carrosserie et la boîte manuelle à six vitesses. Les haut de gamme LS abandonnent les boîtes manuelles en 1994.
1995 est l'année de la série spéciale sur la berline uniquement, SE basée sur la L avec une peinture bi-ton, les jantes à sept rayons du coupé, des tapis de sol badgés Special Edition et la transmission automatique.
Au Japon, la voiture débuta en 1990 avec le moteur le plus puissant jamais vendu dans ce pays, 260 ch, et disposait du système de navigation. Une licence de la Legend fut vendue à Daewoo Motors en Corée du Sud où la voiture était alors vendue sous le nom de Daewoo Arcadia entre 1993 et 2000.
Aux États-Unis, la Legend fut remplacée par la RL et son clone japonais continua son existence sous le nom Legend.

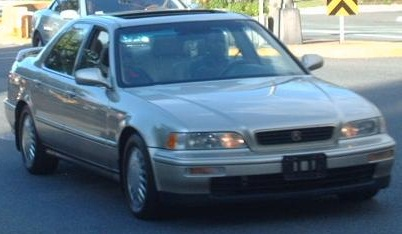
Acura Legend (1994)
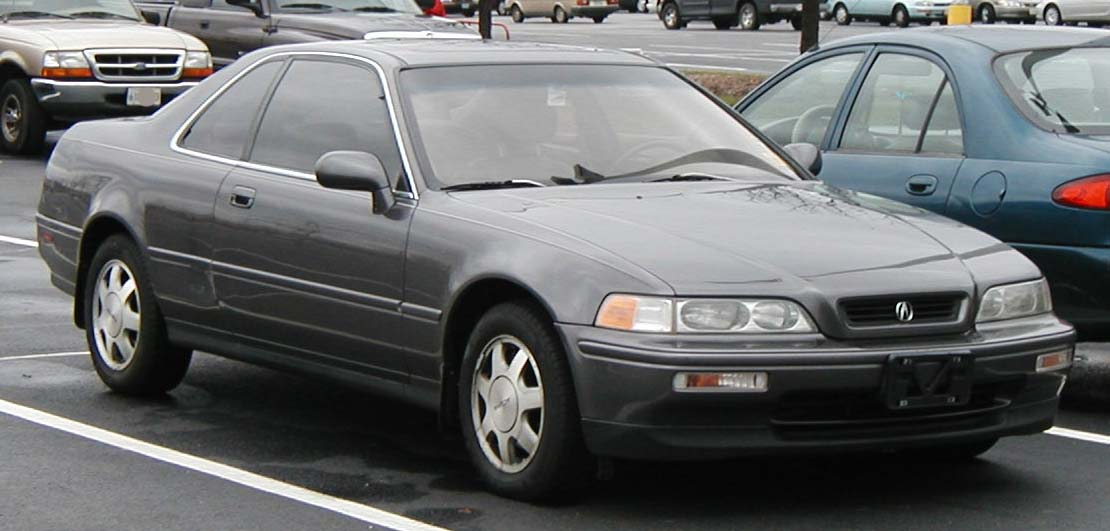
Acura Legend Coupé (1994)
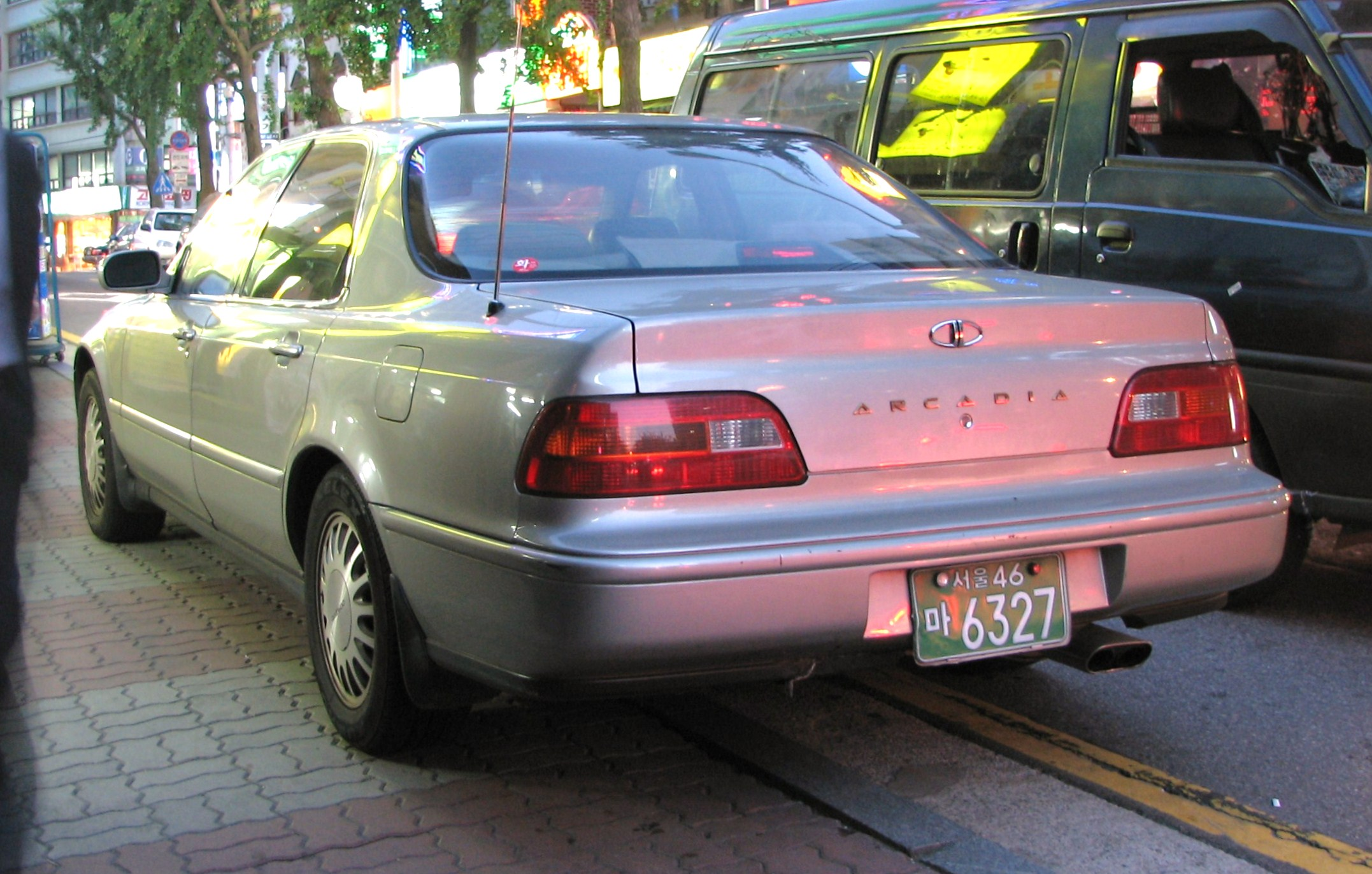
Daewoo Arcadia